# Thyge Petersen
Thyge Alexander Petersen (Horsens, 28 maggio 1902 – 1º gennaio 1964) è stato un pugile danese.

## Palmarès

### Olimpiadi
- Argento a Parigi 1924 nei pesi mediomassimi.

### Europei dilettanti
- Oro a Stoccolma 1925 nei pesi mediomassimi.
- Oro a Budapest 1930 nei pesi mediomassimi.